# Kris Needs
Kris Needs (3 de julio de 1954) es un periodista, autor, productor discográfico, disc jockey y músico británico, reconocido por haber sido el editor de la revista de música ZigZag en la década de 1970, y por escribir las biografías de artistas como Joe Strummer, Primal Scream y Keith Richards.

## Carrera
A mediados de la década de 1970, Needs empezó a desempeñarse como disc jockey. En 1977 se vinculó como editor de la revista ZigZag, especializada en punk rock. A mediados de la década de 1980 grabó varias pistas de hip hop con el cantante estadounidense Wonder, publicadas bajo el nombre Secret Knowledge por la discográfica Sabres of Paradise. Canciones famosas del dúo en la década de 1990 incluyen "Sugar Daddy" y "Anything You Want". El álbum debut del grupo, titulado So Hard, fue publicado por la discográfica Deconstruction en 1996.
Como disc jockey, colaboró con las bandas Primal Scream y The Prodigy. Paralelo a su carrera musical, Needs continuó su trabajo como editor con varios medios escritos. Además, escribió las biografías de artistas y bandas como Joe Strummer, Keith Richards, New York Dolls y Primal Scream.

## Obras seleccionadas
- The Scream: The Music, Myths & Misbehaviour Of Primal Scream
- Keith Richards: Before They Make Me Run
- Joe Strummer & The Legend Of The Clash and Trash!
- The Complete New York Dolls